# Menara Public Bank (Johor Bahru)
Pour les articles homonymes, voir Menara Public Bank.
La Menara Public Bank  est un gratte-ciel de 120 mètres de hauteur construit en 1995 à Johor Bahru dans le sud de la Malaisie.
Il abrite des bureaux sur 30 étages.
C'est le plus ancien gratte-ciel de Johor Bahru.
Il existe un autre gratte-ciel du même nom, mais situé à Kuala Lumpur.